# Catàleg Ross
El Catàleg Ross és un catàleg estel·lar realitzat per l'astrònom Frank Elmore Ross a la primera meitat del segle xx, al llarg d'un període que s'estén de 1925 a 1939. Aquest catàleg conté 1.094 estels amb un moviment propi elevat, caracteritzant així estels relativament propers al sistema solar.

## Exemples d'estels coneguts pel seu nombre Ross
Algunes dels estels més propers al sistema solar són comunament conegudes pel seu nombre de Catàleg Ross. Algunes d'elles són: Ross 154, Ross 248, Ross 128, Ross 614 o Ross 619.